# فريتز جاك
فريتز جاك (بالألمانية: Fritz Jack)‏ هو مبارز بالسيف ألماني، ولد في 24 ديسمبر 1879، وتوفي في 15 مايو 1966.

## وصلات خارجية
- فريتز جاك على موقع أوليمبيديا (الإنجليزية)